# 마하 사자이
마하 사자이(산스크리트어: महा सजाइ)는 참파 왕국의 마지막 임금이다. 선대왕인 마하 사잔의 아우이다. 1471년부터 1474년까지 3년의 짧은 기간 동안 재위하였다. 
1471년에 지금 베트남으로 이어지는 대월(大越)국 후 레 왕조가 참파를 대대적으로 침공해 와 선왕이자 그의 형인 마하 사잔이 맞서싸우다 죽음을 당한다. 반라짜주옛은 대월군을 피해 도망치던 가운데, 그를 따르는 참파 백성들에 의해 후임 왕으로 추대되었다. 마하 사자이는 명나라에 사자를 보내 지원을 요청하는데, 명은 참파의 사정을 알아보기 위해 사신을 파견했다가 대월군에 저지당하고, 사신은 참파가 대월에게 침공당해 멸망직전임을 알고서 명나라로 돌아가 황제에게 보고한다. 1474년 대월군은 마하 사자이를 사로잡았고, 참파 왕족중 한사람을 꼭두각시 왕으로 삼아, 참파 남부의 작은 땅에 봉해주었다. 이로써 참파는 멸망하고, 베트남에 흡수되었다.
| 전임 마하 사잔 반라짜토안 | 참파의 제76대 라자디라자 1471년 ~ 1474년 | 후임 (왕조 멸망) 재아마불암 |